# كيم يو-سونغ (لاعب كرة قدم)
كيم يو-سونغ (هانغل: 김유성) هو لاعب كرة قدم كوري جنوبي في مركز الوسط، ولد في 4 ديسمبر 1988 في كوريا الجنوبية. لعب مع نادي غوانغجو ونادي غويانغ زايكرو.

## وصلات خارجية
- كيم يو-سونغ (لاعب كرة قدم) على موقع دوري كوريا الجنوبية (الإنجليزية)
- كيم يو-سونغ (لاعب كرة قدم) على موقع قاعدة بيانات كرة القدم.إي يو (الإنجليزية)